# Two (The Calling)
Two è il secondo album dei The Calling, uscito nel 2004. Solo i membri Alex Band ed Aaron Kamin hanno partecipato alla registrazione del disco, prima dello scioglimento del gruppo avvenuto nel 2005.
I singoli estratti sono stati Our Lives, Things Will Go My Way e Anything.

## Tracce
1. One by One – 5:08
2. Our Lives – 3:54
3. Things Will Go My Way – 3:59
4. Chasing the Sun – 3:44
5. Believing – 3:51
6. Anything – 4:05
7. If Only – 4:40
8. Somebody Out There – 4:07
9. Surrender – 5:23
10. Dreaming in Red – 4:50
11. Your Hope – 5:22

Tracce bonus nella versione britannica
1. For You (Acoustic)
2. London Calling (Live)

## Classifiche
| Classifica (2004) | Posizione massima |
| ----------------- | ----------------- |
| Australia         | 96                |
| Austria           | 19                |
| Europa            | 22                |
| Francia           | 40                |
| Germania          | 17                |
| Giappone          | 25                |
| Irlanda           | 49                |
| Italia            | 17                |
| Paesi Bassi       | 66                |
| Regno Unito       | 9                 |
| Stati Uniti       | 54                |
| Svezia            | 51                |
| Svizzera          | 23                |